# Ulf Merbold
Ulf Dietrich Merbold (Greiz, 20 juni 1941) is een Duits fysicus en voormalig astronaut. Hij was de tweede Duitser die een ruimtereis maakte. Hij en Byron K. Lichtenberg waren in 1983 de eerste "payloadspecialisten" die wetenschappelijk onderzoek in de ruimte verrichten in het Spacelab tijdens de spaceshuttlemissie STS-9. Merbold nam nadien nog deel aan twee ruimtemissies: als payloadspecialist van STS-42 in januari 1992 en aan boord van Sojoez TM-20 naar het ruimtestation Mir in oktober 2004.

## Biografie
Merbold groeide op in de Duitse Democratische Republiek, niet ver van Sigmund Jähn vandaan, de eerste Duitse ruimtevaarder. Merbold kon naar West-Duitsland vluchten. Hij studeerde natuurkunde aan de universiteit van Stuttgart en doctoreerde in 1976. Hij deed nadien onderzoek aan het Max Planck-instituut voor metaalonderzoek in Stuttgart.
In 1978 duidde de Europese Ruimtevaartorganisatie ESA Wubbo Ockels, Claude Nicollier en Ulf Merbold aan voor de opleiding tot payloadspecialist voor de eerste vlucht van Spacelab. Merbold werd hiervoor uiteindelijk geselecteerd en op 28 november 1983 begon hij aan zijn eerste ruimtevlucht aan boord van Spaceshuttle Columbia die duurde tot 8 december 1983. Hij was de eerste niet-Amerikaanse astronaut die in de spaceshuttle vloog.
NASA selecteerde hem nadien als payloadspecialist voor missie IML-1 (International Microgravity Laboratory-1) met Spacelab aan boord van Spaceshuttle Discovery, die duurde van 22 tot 30 januari 1992.
In 1993 volgde hij in Moskou een training met het oog op de gezamenlijke Europees-Russische ruimtemissie Euromir 94 naar het ruimtestation Mir. Hij vertrok op 3 oktober 1994 aan boord van Sojoez TM-20 en keerde terug naar de aarde aan boord van Sojoez TM-19 op 4 november 1994.
Merbold was tot 2004 verbonden aan het "Directorate of Manned Spaceflight and Microgravity" van ESA bij ESTEC in Noordwijk.
Tijdens zijn drie ruimtevluchten verbleef hij in totaal 49 dagen, 21 uur en 36 minuten in de ruimte.